# Делфт
 Тази статия е за град Делфт.  За художника Йоханес Вермеер ван Делфт вижте Йоханес Вермеер.  
Делфт (на нидерландски: Delft) е град и община в Нидерландия от 17 век, провинция Южна Холандия, част от метрополиса Рандстад. Градът е известен със своите старинни сгради. В Делфт има технически университет. Община Делфт има население от 102 253 жители (по приблизителна оценка от януари 2018 г.).

## Забележителности
- Общинската сграда е проектирана от Хендрик де Кайзер, който използвал основите на двореца на холандския конт, който бил разположен на същото място. Останалата част на сградата, построена между 1618 и 1620 г. е типичен пример на манеристичната архитектура и има богато украсена фасада.
- Новата църква (Nieuwe Kerk) – готическа църква от 14 век, където Вилхелм I Мълчаливи (1533 - 1584), основател на Оранската динатия и един вид нидерландския Джордж Вашингтон, почива в мир във великолепен мраморен и алабастров мавзолей, ограден от 22 колони (повечето монарси след него също са били погребани тук; от камбанарията се открива панорамен изглед, като в ясен ден се виждат Ротердам и Хага.
- Старата църква (Oude Kerk) – изградена около 1200 г. Тук е погребан Вермеер.
- Ауде Делфт – е вероятно първият канал в Делфт и безспорно най-красивият в Нидерландия.
- Принсенхоф (Prinsenhof) – бивш манастир, превърнат в кралска резиденция от 15 век. Тук е живял Вилхелм Орански и е бил убит през 1584. Дупката от куршума още е видна. Днес той приютява един музей, посветен на историята на Нидерландската република. В бившите складове на Принсенхоф, с вход от малка алея край канала Ауде Делфт, има малък ресторант.
- Музей на керамиката – разположен е в красива сграда точно до Старата църква и Принсенхоф. Проследява историята на прочутата Делфтска керамика от възникването и до наши дни. Възникнала по подобие на китайската керамика от епохата на династията Мин, делфтскатат керамика има свой стил и се отличава с оригинални сюжети. В града има работеща порцеланова фабрика отворена за посещение за туристите.
- Големият площад (Grote Markt) – централния площад на стария Делфт. Разположен е между Новата църква и кметството. На площада има много кафенета, ресторанти и магазини за сувенири, в които се продават образци на делфтската керамика.
- Вермеер център – посветен е на Вермеер, холандски художник от 17 век роден и живял в Делфт. Няма запазени негови картини в града, центърът проследява неговия живот и творчество.
- Животинският пазар (Beestenmarkt) – до средата на 20 век на този площад, намиращ се в стария Делфт и на 5 минути пеш от Големия площад, са се продавали животни. Понастоящем е красив площад, обграден от уютни кафенета и ресторанти. Големи дървета предпазват от лятното слънце и създават уютна атмосфера. Под тях през лятото са разположени маси от съседните кафенета и ресторанти.
- Музей на изкуство от Индокитай – намира се в двора на Принсенхоф.
- Музей на оръжията (Legermuseum).

- Фотогалерия
- Общината в Делфт
- Старата църква в Делфт
- Новата църква в Делфт

## Икономика
Градът е световноизвестен заради своя типичен синьо-бял порцелан. Вечните шарки и цветови схеми са ръчно рисувани.

### Компании
- Triumph Studios, компания за разработка на видеоигри

## Побратимени градове
- Аарау, Швейцария
- Адапазаръ, Турция

## Личности
- Йоханес Вермеер, художник
- Антони ван Льовенхук, известен като бащата на микробиологията